# Pineus hosoyai
Pineus hosoyai är en insektsart som beskrevs av Inouye 1945. Pineus hosoyai ingår i släktet Pineus och familjen barrlöss. Inga underarter finns listade i Catalogue of Life.